# Tomo Marković
Tomo Marković (Livno, 26. veljače 1894. ‒ Caracas, 6. veljače 1970.), hrvatski katolički svećenik, isusovac, etnolog i etnograf.
Teologiju je diplomirao u Enghienu (Belgija), a etnologiju u Zagrebu (1932.). Bio je kustos etnografskoga odjela Zemaljskoga muzeja u Sarajevu (1942. – 1945.), potom emigrirao i živio u Venezueli. Značajnije radove o hrvatskim pučkim običajima objavio je u Hrvatskoj reviji (1961., 1964.) i Etnografskim istraživanjima i građi (1940.).